# Love X Love
Singles de George Benson
Give Me the Night
(1980) What's on Your Mind
(1980)
Love X Love est une chanson du chanteur américain George Benson, issue de son dix-huitième album Give Me the Night. Elle est sortie en septembre 1980 en tant que deuxième single de l'album. Elle est composée et écrite par Rod Temperton et produite par Quincy Jones. 

## Accueil commercial
Après sa sortie, Love X Love connaît un succès plus modeste par rapport au single précédent de l'album, Give Me the Night.
Aux États-Unis, le single s'est classé dans le Billboard Hot 100 à la 61e place et a été un succès dans le classement Hot Soul Singles, atteignant le top 10. Le single a également atteint le top 10 en Nouvelle-Zélande et au Royaume-Uni et s'est classé dans le top 20 en Irlande.

## Liste des titres
| A1. | Love X Love | 3:48 |
| B1. | Love Dance  | 3:15 |

| A1. | Love X Love  | 4:43 |
| A2. | Off Broadway | 5:23 |
| B1. | On Broadway  | 9:55 |

## Crédits
Crédits provenant de Tidal.

### Musiciens
- George Benson – voix, guitare
- Rod Temperton – composition
- Jerry Hey – trompette
- Kim Hutchcroft – saxophone, flûte
- Larry Williams – saxophone, flûte
- Patti Austin, Diva Gray, Jim Gilstrap, Jocelyn Brown, Tom Bahler – chœurs
- Abraham Laboriel – basse
- Louis Johnson – basse
- John Robinson – batterie
- Greg Phillinganes – claviers
- Herbie Hancock – piano électrique
- Paulinho da Costa – percussions
- Sid Sharp – premier violon

### Production
- Quincy Jones – producteur
- Kent Duncan – ingénieur de mastérisation
- Bruce Swedien – ingénieur du son, ingénieur du mixage
- Mark Sackett, Ralph Osborn, Sheridan Eldridge – ingénieurs du son assistants

## Classements hebdomadaires
| Classement (1980)              | Meilleure position |
| ------------------------------ | ------------------ |
| États-Unis (Hot 100)           | 61                 |
| États-Unis (Hot Soul Singles)  | 9                  |
| États-Unis (Cash Box Top 100)  | 77                 |
| Irlande (IRMA)                 | 20                 |
| Nouvelle-Zélande (RMNZ)        | 8                  |
| Royaume-Uni (UK Singles Chart) | 10                 |